# Caverna Puente del Diablo

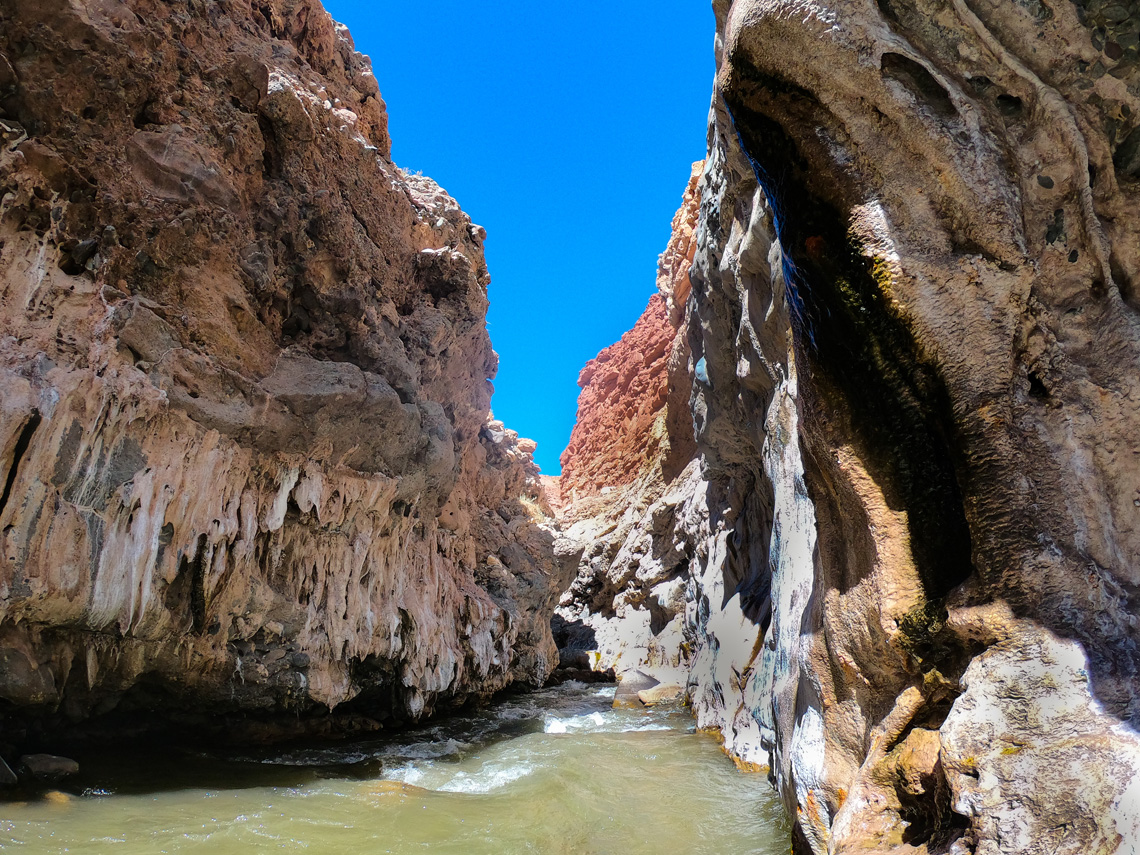
Caverna Puente del Diablo.

La caverna Puente del Diablo es un accidente geográfico ubicado en la localidad de La Poma, en la Provincia de Salta, noroeste de la República Argentina. Forma parte del circuito turístico de la Ruta nacional 40.
Con un valor científico importante debido al estado en el que se encuentra, es muy poco conocida. Atravesada por el río Calchaquí en toda su extensión, se encuentra ubicada a 3.000 m s. n. m., con aproximadamente 110 m de extensión, enmarcada por paisajes de prepuna, sembrado de volcanes y desfiladeros interminables. En su interior el río incrementa su fuerza debido a la pronunciada pendiente y estrechez de la caverna.
Por leyendas y creencias de lugareños, se mantuvo inexplorada en profundidad durante siglos enteros. La primera campaña de reconocimiento oficial se realizó en el año 1999 a cargo de Luis Carabelli, Rolando Vergara, Enrique Lipps y Sergio Silva de diferentes grupos espeleológicos argentinos.
Utilizado por pueblos originarios que viven en el lugar, fue utilizado como un puente natural para cruzar ganado desde épocas prehispánicas.
- Datos: Q5758987